# Stazione di Adrano Nord
Stazione di Adrano Nord vasútállomás Olaszországban, Adrano településen.

## Vasútvonalak
Az állomást az alábbi vasútvonalak érintik:
- Ferrovia Circumetnea

## Kapcsolódó állomások
A vasútállomáshoz az alábbi állomások vannak a legközelebb:
- Stazione di Adrano Cappellone
- Sacro Cuore railway stop